# Nanji, Jiangsu
Nanji (kinesiska: 南集, 南集镇) är en köping i Kina. Den ligger i provinsen Jiangsu, i den östra delen av landet, omkring 200 kilometer norr om provinshuvudstaden Nanjing. Antalet invånare är 20500. Befolkningen består av 10 495 kvinnor och 10 005 män. Barn under 15 år utgör 21,0 %, vuxna 15-64 år 65 %, och äldre över 65 år 12,0 %.
Genomsnittlig årsnederbörd är 1 005 millimeter. Den regnigaste månaden är juli, med i genomsnitt 252 mm nederbörd, och den torraste är december, med 20 mm nederbörd.